# Cama-sec (grup de bolets)
Els cama-secs constitueixen un grup ampli i extraordinàriament divers que inclou bolets força allunyats filogenèticament. El nexe d’unió de bolets tan poc emparentats és, com es dedueix del nom genèric, la primesa de la seva cama. Considerem cama-secs aquells bolets carnosos la cama dels quals te un diàmetre inferior a uns 5-6 mm. És un concepte pràctic tot i que no és una mida precisa degut a que una mateixa espècie pot variar el gruix de la cama depenent de la nutrició.

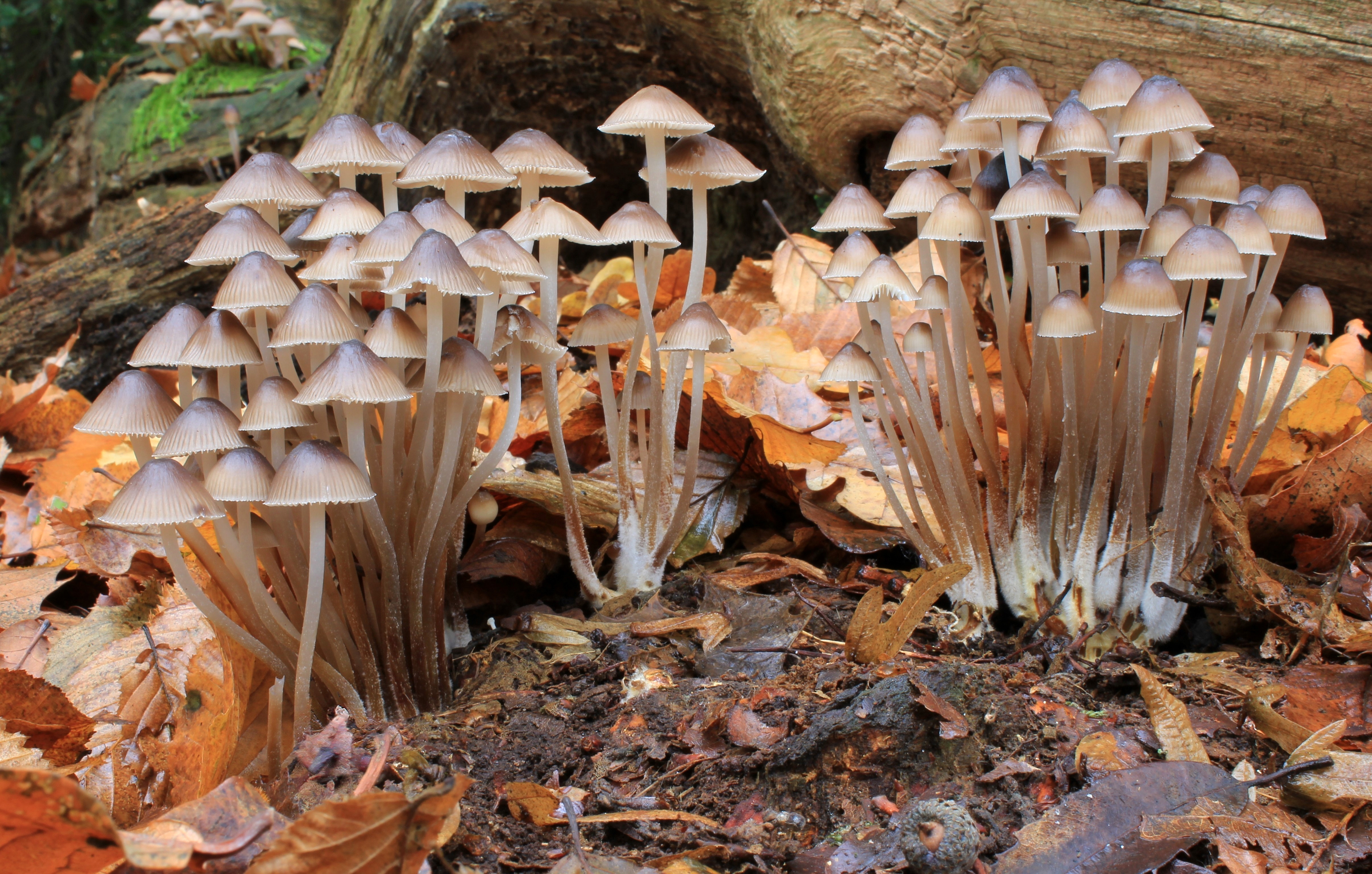
Micena inclinada (Mycena inclinata)

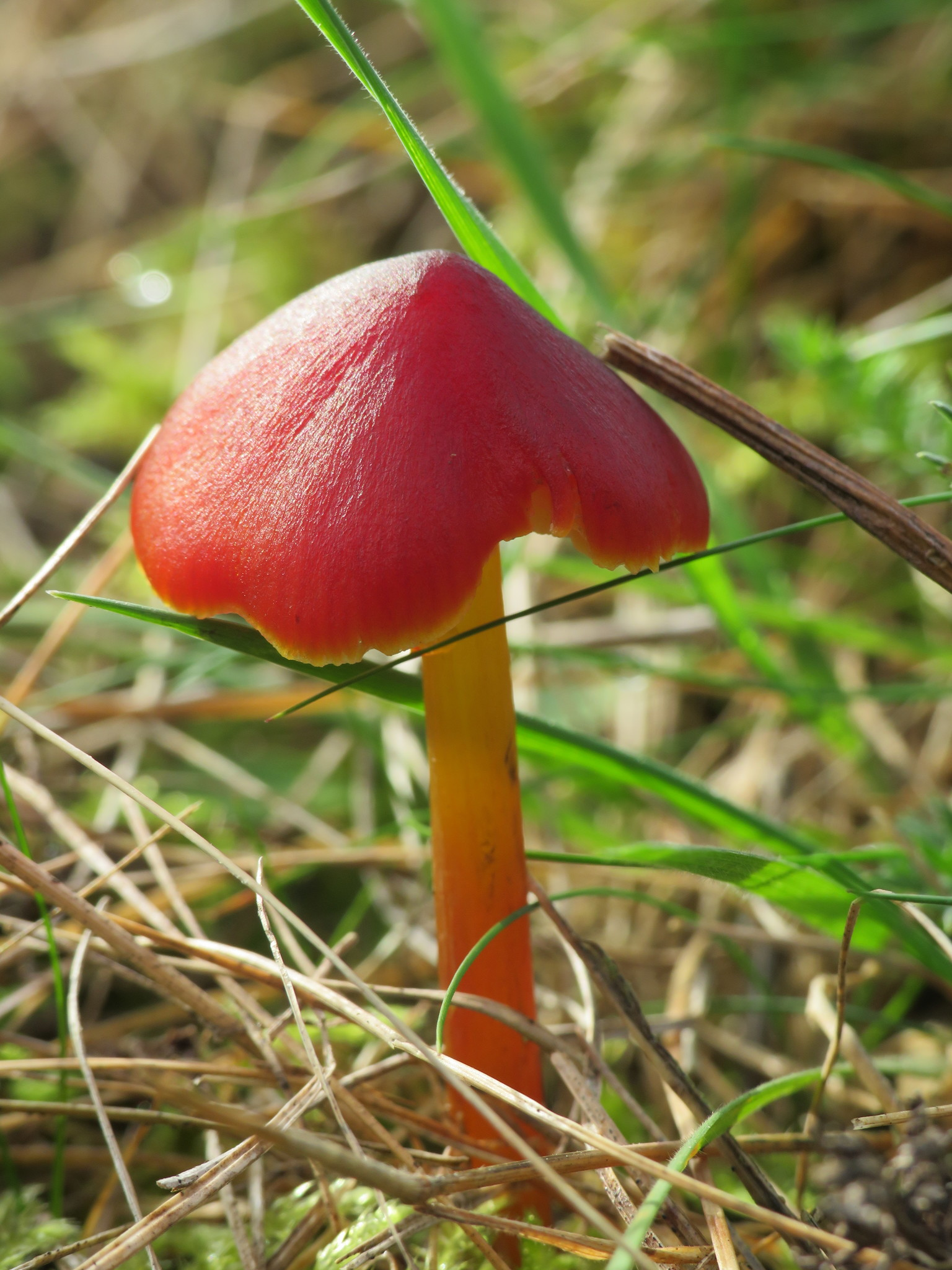
Pixadina (Hygrocybe conica)

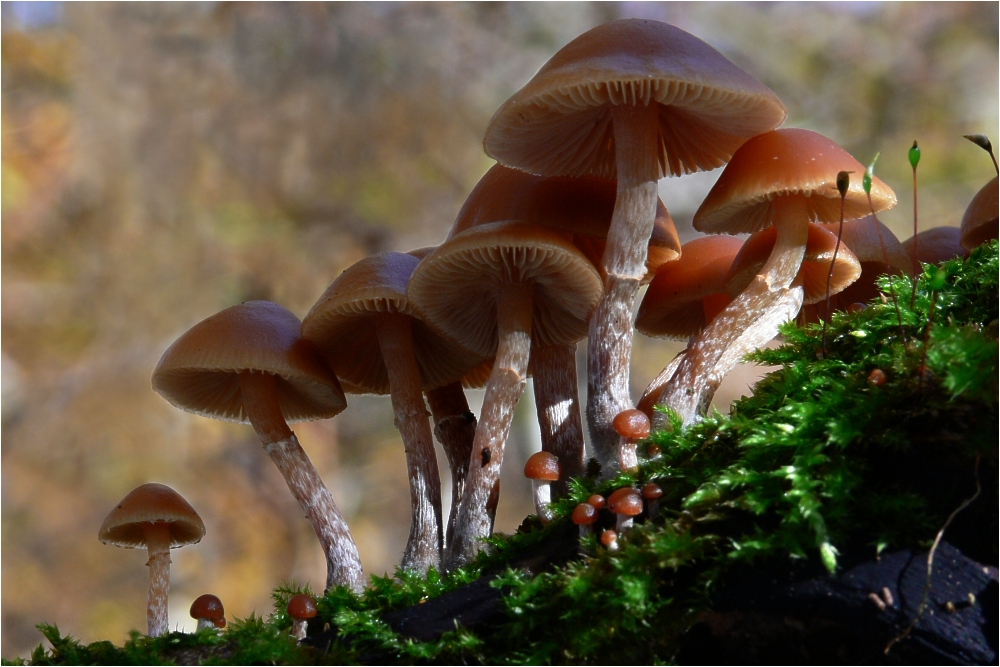
Brunet (Galerina marginata)

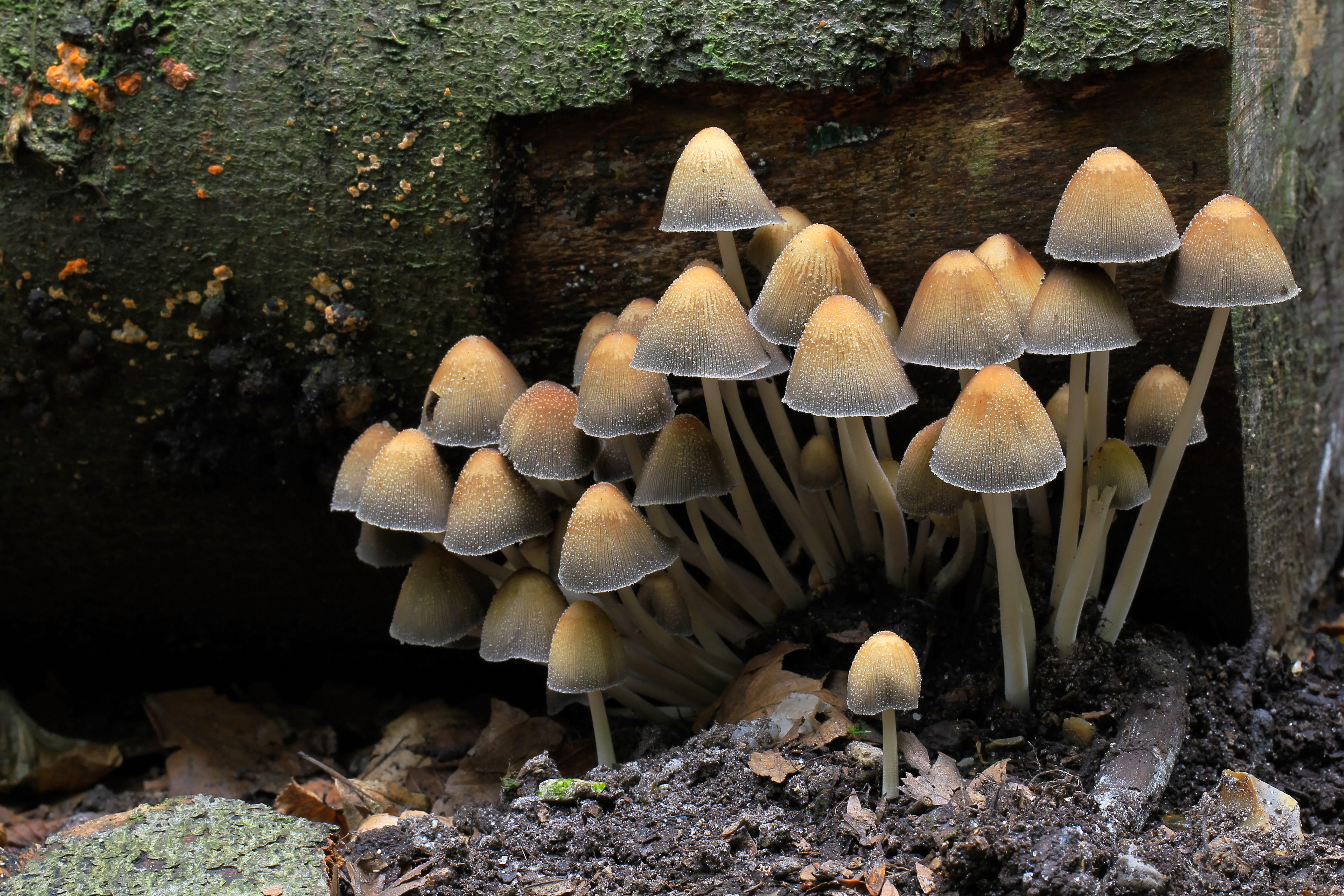
Cama-sec de tinta micaci (Coprinellus micaceus)

## Grups de cama-secs
Les espècies de micenes lignícoles més corrents són:
- Cama-secs marasmioides: Els cama-secs marasmioides o cama-secs vers són bolets minsos, de barrets de poca carn i cama molt aprimada. Toleren la dessecació, són reviviscents, pel que després d’una pluja reprenen l’aspecte fresc i tornen a créixer.
- Cama-roigs: Són cama-secs micorrízics i pioners pel que els trobarem creixent en marges de clarianes i de camins, així com en boscos oberts i joves o camins poc transitats. També en dunes arbrades. Són bolets força corrents en els nostres boscos. El grup és constituït per un nombre d’espècies molt reduït, i totes pertanyen al gènere Laccaria.
- Cama-secs col·libioides: Els cama-secs col·libioides o fongs col·libioides produeixen espores de color blanc o crema pàl·lid ( alguns exemplars de certes espècies poden tenir reflex rosacis o ocracis), de barret convex a estès i làmines adnates. Les espècies més representatives pertanyen a l’antic gènere Collybia, avui escindit, d’on prové el nom.
- Pampinelles o cama-secs de melic: Són cama-secs de làmines decurrents, per tant amb aspecte de pampetes o pampaioles menudes i de cama aprimada. Poden ser del grup dels cama-secs clitociboides o bé dels cama-secs omfalinoides. Sovint tenen el barret amb el centre deprimit o en forma d’embut (cama-sec de melic)
- Micenes o cama-secs micenoides: Bolets de mida mitjana a petita, delicats i fràgils, la majoria amb barret de cònic a campanulat i la cama prima, esvelta i llarga. Poden créixer solitàries, gregàries o en petites flotes. Se’n coneixen unes 150 espècies.
- Rosadencs o cama-secs rosadencs: Cama-secs que en madurar mostren les espores de color rosa clar. El color esporal, que determina la seva inclusió en aquest grup, és un detall que acostuma a manifestar-se ben avançada la maduració, pel que cal ser molt prudent en intentar la identificació de cama-secs de qualsevol tipus.
- Pixadines o cama-secs virolats: Són cama-secs de colors vius (roig, taronja, groc, verd), de làmines molt espaiades, engruixides i com de cera. Són bolets de prats, pastures, clarianes, marges de camins i platges arenoses.
- Brunets o cama-secs brunets: Bolets primordialment lignícoles o de sòls rics en restes llenyoses, estellicons o excrements. També incorpora espècies micorríziques de gèneres tractats en altres grups (Cortinarius, Inocybe, Hebeloma, per exemple). Sempre tenen les espores madures de color bru i mai creixen en flotes. Grup extraordinàriament ampli i constituït per bolets d’aspecte molt similar.
- Cama-secs de bruixa: Són cama-secs de làmines que enfosqueixen gradualment a mida que maduren,  i que esdevenen de color bru fosc a negra. En cap cas les làmines són deliqüescents. Es tracta de bolets saprotròfics, que creixen sobre fusta, virosta, sòls rics en matèria orgànica i humífers o en gespes on aprofiten les restes foliàcies i radiculars en descomposició. Un bon nombre els trobem sobre excrements, fems, sòls adobats o camps pasturats.
- Cama-secs de tinta: Cama-secs de làmines d’adnates a lliures, sempre deliqüescents en la maduresa i amb espores negres.